# 斎藤喜十郎

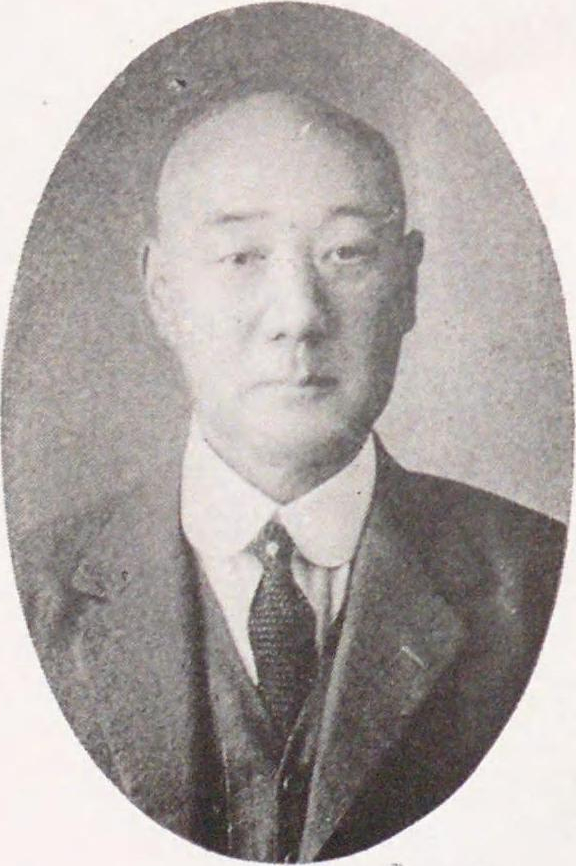
斎藤喜十郎の肖像写真

2代 斎藤 喜十郎（旧字体：齋藤󠄁 喜十郞、さいとう きじゅうろう、1864年8月4日（元治元年7月3日）- 1941年（昭和16年）1月13日）は、明治から昭和前期の地主、実業家、政治家。衆議院議員、貴族院多額納税者議員。旧名・庫吉。斎藤喜十郎財閥当主。

## 経歴
越後国蒲原郡新潟町（現新潟県新潟市）で、斎藤庫次郎の長男として生れる。脇村漢学塾で学んだ。1899年（明治32年）10月、松前・樺太航路の創始者として知られる伯父の素封家、先代・斎藤喜十郎の養子となり、1904年（明治37年）3月、家督を相続し喜十郎を襲名した。
新潟商業会議所議員、所得税調査委員、第四銀行監査役、新潟鐵工所監査役、新潟銀行頭取、新潟貯蓄銀行取締役、新潟商業銀行専務取締役、新潟信託取締役、新潟硫酸取締役、越佐汽船社長、新潟汽船取締役、越後鉄道（越後線）監査役、新潟水力電気監査役、斎藤株式会社社長などを務めた。
1915年（大正4年）3月、第12回衆議院議員総選挙に新潟県新潟市から無所属で出馬して当選し、その後憲政会に所属して衆議院議員に1期在任した。また、1925年（大正14年）新潟県多額納税者として貴族院多額納税者議員に互選され、同年9月29日から1932年（昭和7年）9月28日まで1期在任した。在任中は研究会に所属した。

## 家族・親族
- 妻 ラク（伊藤文吉の伯母。文吉の叔父の妻は貴族院議員の飯塚知信の姉）[12]

- 弟 斎藤庫之助（義兄・大塚傳三郞の妻は長岡銀行頭取の山口誠太郎の妹、誠太郎の妻は子爵・大島久直の三女）[13]